# 硫化铵
硫化銨，化學式為(NH4)2S。通常使用的是它的水溶液，固态不稳定，曝露在空氣中會形成多硫化物和硫代硫酸鹽。可用於攝影顯色劑等。

## 制备
硫化铵溶液，更准确地讲是硫氢化铵溶液，可由硫化氢通入氨水微热制得。浓氨水中通入硫化氫在常温下得到(NH4)2S·2NH4HS，0 °C再通入硫化氢则得到(NH4)2S·12NH4HS。用冰冷却，且不断通入硫化氢，会得到硫氢化铵溶液。
该溶液可溶解硫生成多硫化物铵盐：{\displaystyle {\ce {2 (NH4)SH + 1/2 S8 <=> (NH4)2S4 + H2S ^}}}